# Ragnhild Hald

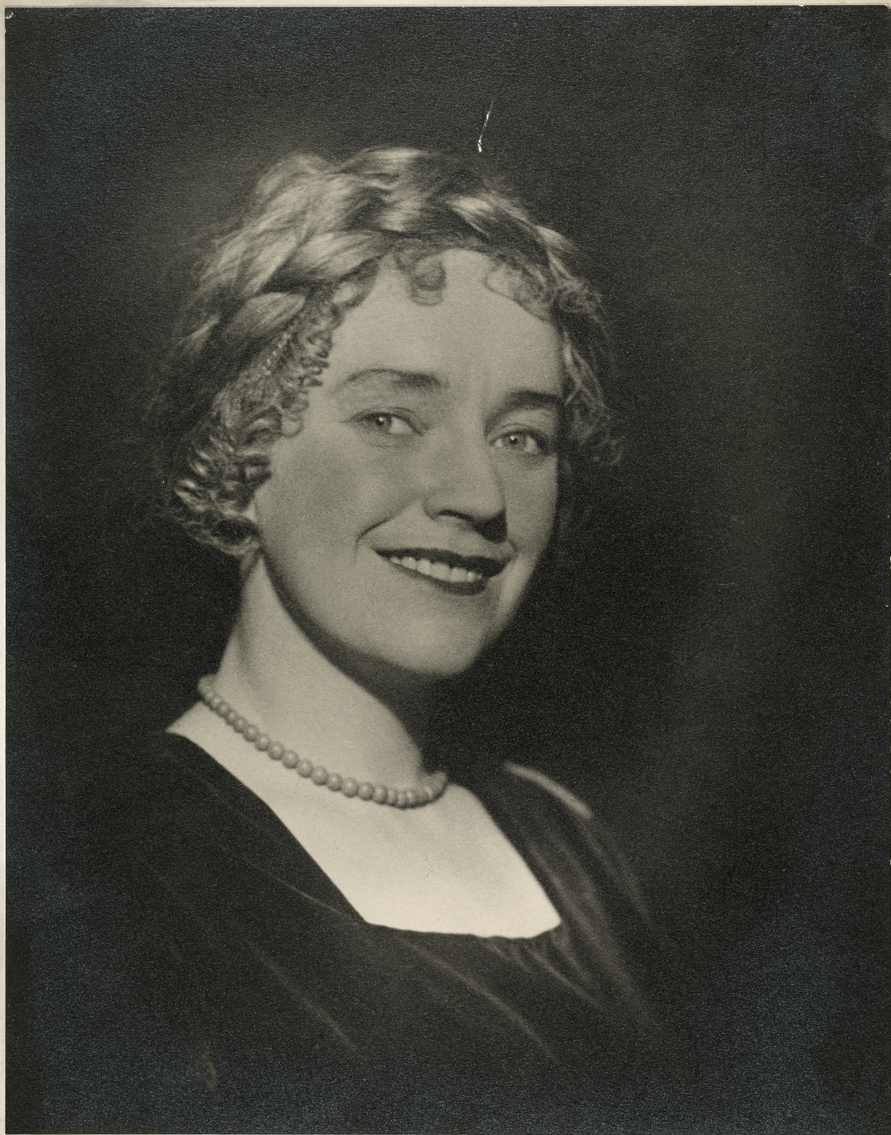

Ragnhild Fjermeros Hald, född Fjermeros 9 november 1896 i Kristiania, död 17 juli 1975 i Oslo, var en norsk skådespelare. Hon var 1922–1938 gift med skådespelaren Nils Hald och från 1950 med konstnären Rolf Nesch.

## Biografi
Från debuten 1919 till 1952 var Hald en av de bärande krafterna på Det Norske Teatret, förutom åren 1930–1933, då hon spelade vid Nationaltheatret. Hon gjorde enkla och rena unga kvinnoroller som Ragnhild i Olav Duuns Medmänniskor och gamla original som Hønse-Lovisa i Oskar Braatens Ungen och titelrollen i Jean Giraudoux Tokiga grevinnan. Besläktade med dessa rolltolkningar var också Nille i Jeppe på berget och Mor Aase i Ibsens Peer Gynt.

## Filmografi
- 1922 – Farende folk
- 1932 – En glad gutt
- 1938 – Det drønner gjennom dalen
- 1938 – Ungen
- 1939 – Gryr i Norden
- 1940 – Godvakker-Maren
- 1941 – Gullfjellet
- 1946 – Jag var fånge på Grini
- 1951 – Storfolk og småfolk
- 1962 – Kalde spor